# Pseudogarypidae

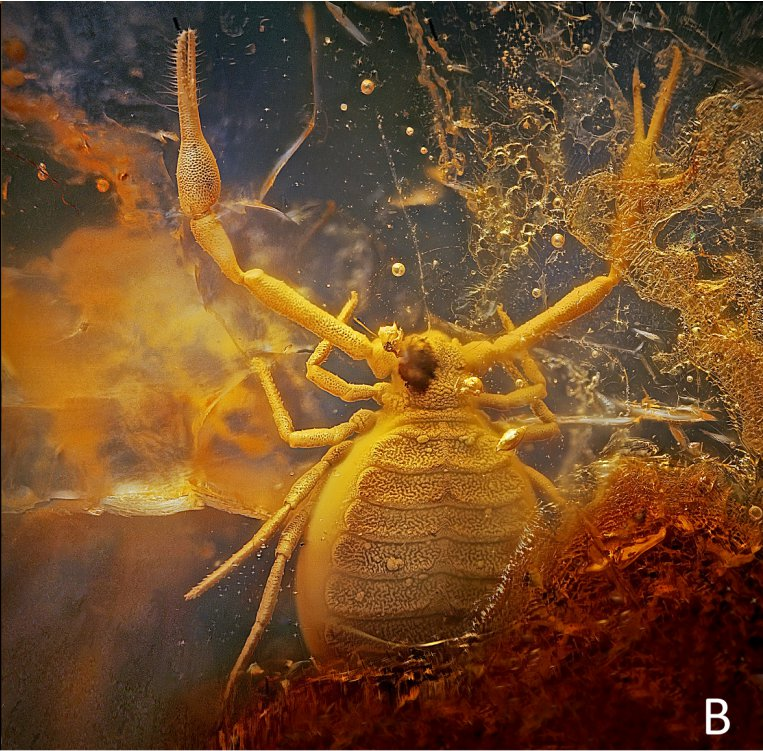
Pseudogarypus synchrotron в янтаре

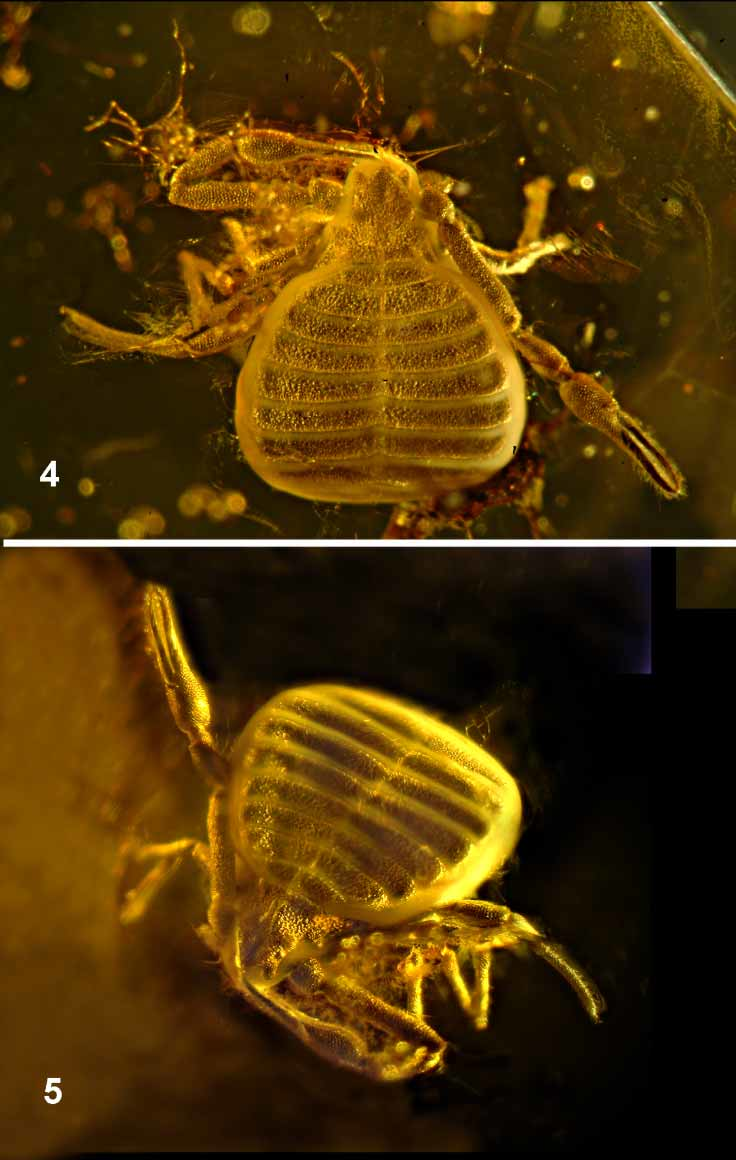
Pseudogarypus pangaea в янтаре

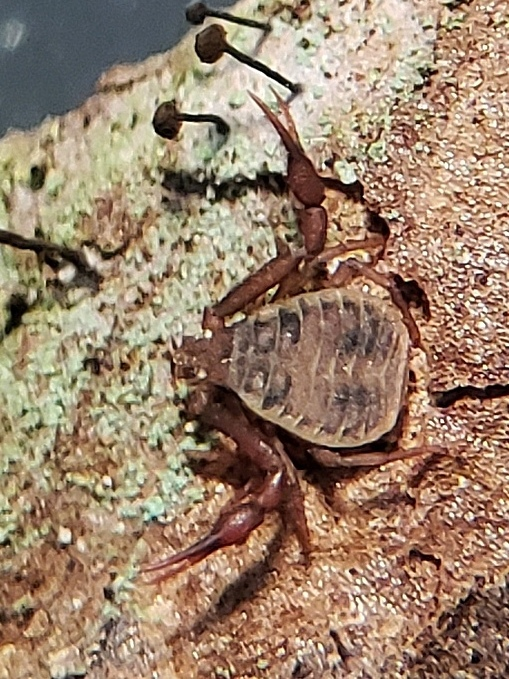
Pseudogarypus banksi

Pseudogarypidae (лат.) — семейство псевдоскорпионов из подотряда Epiocheirata.
7 современных видов и 5 ископаемых.

## Описание
Представители семейства размером обычно не более 2—3 мм. Хотя они имеют много общего с другими Garypoidea, они монотарзатны на всех стадиях (то есть, имеют одночлениковые лапки, а не двухчлениковые), что побудило некоторых систематиков отнести их вместе с Feaellidae к Monosphyronida. Они особенно характеризуются наличием отчётливых выступов или «рогов» на переднебоковых краях карапакса. Имеются четыре крупных глаза. Заднебоковые края карапакса образуются сзади и снизу в виде боковых крыльев. Брюшко широкое и плоское, большая часть тергитов и стернитов разделена; часто в плевральных оболочках имеются мелкие отдельные склериты. Длина хелицеры меньше половины длины панциря. У пальц хелицер педипальп, по-видимому, отсутствует ядовитый аппарат. Неподвижный хелицеральный палец имеет две маленькие добавочные трихоботрии возле кончика. Ноги I и II мало чем отличаются по форме от ног III и IV; все ноги имеют телофемур, свободно подвижный на базифемуре; коаксиальная часть ноги I имеет группу остистых отростков у медиального края.
Семейство имеет сильно разорванный ареал. Род Pseudogarypus представлен на севере Соединенных Штатов и в Скалистых горах; и Neopseudogarypus обитает на Тасмании. Их можно найти в подстилке и часто под камнями или среди них. Несколько видов пещерные, но сильно не изменены
.

## Классификация
Включает 7 современных и 5 ископаемых видов, 2 рода. Впервые Pseudogarypinae в качестве подсемейства были выделены Чемберлином (1923), который удалил род Pseudogarypus из семейства Garypidae, куда он ранее включался. Чемберлин (1923) предположил тесную связь с Feaellinae, которых он позже признал отдельным семейством (Chamberlin, 1929). Эти два таксона обычно считались ближайшими родственниками друг друга, хотя Мачмор (1982) предположил, что Pseudogarypidae были более похожи на Garypidae и их родственников, в то время как Feaellidae были сохранены в надсемействе Feaelloidea, которое было включено в Monosphyronida. Харви (1992) продемонстрировал, что псевдогарипиды и феэллиды были сестринскими таксонами, которые в итоге были вместе отнесены к Feaelloidea.
В ископаемом состоянии семейство известно из эоцена в балтийском янтаре.
- Neopseudogarypus Morris, 1948
  - Neopseudogarypus scutellatus Morris, 1948[7]
- Pseudogarypus Ellingsen, 1909
  - Pseudogarypus banksi Jacot, 1938
  - Pseudogarypus bicornis (Banks, 1895)
  - Pseudogarypus hesperus Chamberlin, 1931[8]
  - Pseudogarypus hypogeus Muchmore, 1981[9]
  - Pseudogarypus orpheus Muchmore, 1981
  - Pseudogarypus spelaeus Benedict & Malcolm, 1978[10]
  - † Pseudogarypus extensus Beier, 1937
  - † Pseudogarypus hemprichii (C. L. Koch & Berendt, 1854)
  - † Pseudogarypus minor Beier, 1947
  - † Pseudogarypus pangaea Henderickx, 2006
  - † Pseudogarypus synchrotron Henderickx, 2012[11]